# Logan Lake
Logan Lake (offiziell District of Logan Lake) ist eine Gebietsgemeinde („District Municipality“) im südlichen Zentrum der kanadischen Provinz British Columbia. Die Gemeinde gehört zum Thompson-Nicola Regional District.

## Lage
Die Gemeinde liegt im nordwestlichen Bereich des Thompson-Plateaus, einem Teil des Interior Plateaus. Die Gemeinde liegt etwa 60 Kilometer südwestlich von Kamloops und etwa 50 Kilometer nordnordwestlich von Merrit sowie etwa 60 Kilometer südöstlich von Ashcroft. Nördlich der Gemeinde liegt der Tunkwa Provincial Park und westlich der namensgebende Logan Lake.

## Geschichte
Das Gebiet, in dem das Dorf liegt, ist traditionelles Siedlungs- und Jagdgebiet der First Nations, hier der Nlaka'pamux.
Die Zuerkennung der kommunalen Selbstverwaltung für die Gemeinde erfolgte am 10. November 1970 (incorporated als „Village Municipality“). Später wurde der Gemeindestatus von Dorf zu Gebietsgemeinde geändert.
Die heutige Siedlung entstand im Grunde als Werkssiedlung („company town“) für die Arbeiter der westlich gelegenen Highland Valley Kupfermine, welche als die größte Kupfermine Kanadas gilt und hauptsächlich im Besitz der Teck Resources ist. Neben Kupfer wird in der Mine auch Molybdän gefördert.

## Demographie
Die offizielle Volkszählung im Jahr 2016, der Census 2016, ergab für die Gemeinde eine Bevölkerungszahl von 1993 Einwohnern, nachdem der Zensus im Jahr 2011 für die Gemeinde noch eine Bevölkerungszahl von 2073 Einwohnern ergab. Die Bevölkerung hat dabei im Vergleich zum letzten Zensus im Jahr 2011 deutlich um 3,9 % abgenommen und sich damit deutlich gegen den Provinzdurchschnitt, mit einer Bevölkerungszunahme in British Columbia um 5,6 %, entwickelt. Auch im Zensuszeitraum 2006 bis 2011 hatte die Einwohnerzahl in der Gemeinde bereits entgegen der Entwicklung in der Provinz um 4,1 % abgenommen, während sie im Provinzdurchschnitt um 7,0 % zunahm.
Für den Zensus 2016 wurde für die Gemeinde ein Medianalter von 55,7 Jahren ermittelt. Das Medianalter der Provinz lag 2016 bei 43,0 Jahren. Das Durchschnittsalter lag bei 49,3 Jahren, bzw. bei 42,3 Jahren in der Provinz. Zum Zensus 2011 wurde für die Gemeinde noch ein Medianalter von 54,4 Jahren ermittelt. Das Medianalter der Provinz lag 2011 bei 44,0 Jahren.

## Verkehr
Die Gemeinde liegt am Highway 97. In der Gemeinde zweigt der Highway 97D vom Highway 97C ab.